# Stormgebieder-trilogie
De Stormgebieder-trilogie is een serie van drie fantasy-boeken van de Britse schrijfster Tanith Lee. De drie delen van de serie zijn Stormgebieder, Anackire en Het Witte Serpent.
De boeken verhalen over Raldnor, de Stormgebieder, en zijn heroïsche avonturen in het land Vish.

## Stormgebieder-trilogie
1. 1976 - Stormgebieder (The Storm Lord)
2. 1983 - Anackire (Anackire)
3. 1988 - Het Witte Serpent (The White Serpent)